# Lepthyphantes silvamontanus
Lepthyphantes silvamontanus este o specie de păianjeni din genul Lepthyphantes, familia Linyphiidae, descrisă de Robert Bosmans și Jocqué, 1983.
Este endemică în Camerun. Conform Catalogue of Life specia Lepthyphantes silvamontanus nu are subspecii cunoscute.